# Команда з нашої вулиці
«Команда з нашої вулиці» (рос. «Команда с нашей улицы») — український радянський художній фільм 1953 року режисера Олексія Маслюкова.

## Сюжет
Закинувши всі намічені на літо справи, піонерська ланка цілі дні безперервно ганяє м'яч у дворі і на вулиці. Найбільше це обурює мешканців будинку. Назріває скандал. Вихід знаходить молодша сестра лідера команди, Таня. Вона пропонує побудувати дитячий стадіон. Її пропозицію підтримують шефи і підхоплюють піонери…

## У ролях
- Костя Євгеньєв
- Галина Кавура
- Саша Симонов
- Алік Лабутін
- Лариса Борисенко
- Едик Хандрос
- Сергій Петров
- Діна Андреєва
- Алла Ларіонова
- Надір Малишевський
- Микола Рибников
- Степан Каюков

## Знімальна група
- Сценарій: Юрій Сотник
- Режисер: Олексій Маслюков
- Оператор: Михайло Чорний
- Композитор: Всеволод Рождественський